# 阿兰瑟斯河
阿兰瑟斯河（英語：Aransas River）是美国德克萨斯州南部的一条河流，源自比縣，流经德克萨斯州海岸平原，在此汇入三条小溪：Olmos、Aransas和Poesta，最终注入墨西哥湾，构成了里菲吉奧縣与阿蘭瑟斯縣的边界。
在德克萨斯州还属于墨西哥的某些时期，阿兰瑟斯河还是德克萨斯州与墨西哥科阿韋拉州的边界。